# Eva González Fernández
Eva González (Palacios del Sil, 17 gennaio 1918 – León, 25 aprile 2006) è stata una scrittrice spagnola in lingua leonese.
Eva González è la scrittrice in lingua leonese con più opere pubblicate. Cominciò il suo lavoro negli anni ottanta del secolo scorso, partecipando insieme al suo figlio e anche scrittore Roberto González-Quevedo ed in altre progetti collettivi come Cuentos del Sil.
Il suo lavoro in favore della lingua leonese ha riuscito il riconoscimento pubblico con una strada in Llión che porta il suo nome.

## Opere
- Poesías ya cuentus na nuesa tsingua (1980)
- Bitsarón. Cousas pa nenos y pa grandes na nuesa tsingua (1981)
- Xentiquina (1983)
- Xeitus: poesías ya cuentus (1985)
- Branas d'antanu ya xente d'anguanu: poesías ya cuentus (1990) e (2003)

## Libri collettivi
- Cuentos de Lleón (1996)
- Cuentos del Sil (2006)
- El Dialecto Leonés, edición conmemorativa (2006)